# Liste des épisodes d'Olive et Tom
 (avril 2025).
Motif : Article à priori non admissible. Sujet principal admissible. Article type BDD. Suggestion : fusion des données dans l'article principal parent
- Archive Wikiwix
- Bing
- Cairn
- DuckDuckGo
- E. Universalis
- Gallica
- Google
- G. Books
- G. News
- G. Scholar
- Persée
- Qwant
- (zh) Baidu
- (ru) Yandex
- (wd) trouver des œuvres sur Wikidata

| 1. | Préciser le motif de la pose du bandeau. | Précisez le motif de la pose du bandeau en utilisant la syntaxe suivante : {{admissibilité à vérifier\|date=août 2025\|motif=remplacez ce texte par le motif}}                                         |
| 2. | Informer les utilisateurs concernés.     | Pensez à avertir le créateur de l'article, par exemple, en insérant le code ci-dessous sur sa page de discussion : {{subst:avertissement admissibilité à vérifier\|Liste des épisodes d'Olive et Tom}} |

Cet article présente le guide des épisodes de la série d'anime Olive et Tom (128 épisodes).

## Liste des épisodes
| No | Titre français                      | Titre japonais | Titre japonais | Date de 1re diffusion |
| No | Titre français                      | Kanji          | Rōmaji         | Date de 1re diffusion |
| --- | ----------------------------------- | -------------- | -------------- | --------------------- |
| 1 | La rencontre                        |                |                | 13 octobre 1983       |
| Olivier Atton, jeune écolier de CM2 arrive dans la ville de Fujisawa pour réaliser son rêve : gagner la Coupe du monde de football. En effet cette ville est très réputée pour ses jeunes talents. Olivier pense s'inscrire à l'école de Saint Francis qui est la meilleure de la ville. Cependant en chemin il va croiser la route d'une bande de copains sympathiques, inscrits eux à l'école rivale : New Pie. Les deux écoles doivent se partager le terrain de la ville mais Thomas Price ne l'entend pas de cette oreille. Le perdant de leur dernière confrontation devait céder le terrain, mais les joueurs de la New Pie s'obstinent. Thomas leur propose alors un défi : chaque capitaine de chaque équipe de New Pie doit tenter de lui mettre un but. Si un seul d'entre eux marque, ils auront le droit au terrain. Mais le gardien de but de Saint Francis repousse une à une les attaques adverses. Olivier décide alors de lui lancer un défi et envoie le ballon jusque dans le jardin de Thomas Price qui capte le ballon et relève le défi. Ils se croisent dans la rue. Thomas ne pense pas une seconde qu'il ait pu envoyer le ballon aussi loin et envoie une frappe sur Olivier qui, lui aussi, va retourner le ballon à l'envoyeur en le faisant passer sous un camion. |                                     |                |                |                       |
| 2 | L'avant-centre brésilien            |                |                |                       |
| Thomas annonce à Olivier que pour le défier il devra dribbler toute l'équipe de Saint Francis. Olivier accepte et ils se rendent donc sur le terrain de Fujisawa. Olivier Atton parvient à dribbler tous les joueurs un par un et envoie une tête pleine de puissance envers le but. Cependant le ballon s'écrase sur la barre transversale. C'est alors que Roberto Sedhino l'attaquant de l'équipe nationale du Brésil centre devant le but. Olivier parvient à avoir le ballon avant Thomas et marque tandis que le gardien s'écrase sur le poteau et saigne de la tête. Thomas veut sa revanche lors d'un match officiel pensant que Olivier est un joueur de New Pie, alors qu'il est inscrit lui aussi à Saint Francis. À la suite de cela, chacun commence à rentrer chez soi, sauf qu'Olivier ne retrouve plus le chemin de chez lui et demande de l'aide aux joueurs de New Pie. Il retrouve finalement sa maison et invitent ses nouveaux amis chez lui. Sa mère leur raconte que, quand il était petit, le ballon lui a sauvé la vie. Le lendemain, Olivier fait la connaissance de Roberto Sedhino, l'avant-centre brésilien qui lui a adressé le centre la veille. Roberto décide de devenir l'entraîneur de New Pie. |                                     |                |                |                       |
| 3 | La première victoire                |                |                |                       |
| Olivier se lève et demande à Roberto de se lever. On apprend que celui-ci s'est blessé lors d'un match et souffre d'un décollement de la rétine, le contraignant à abandonner le football. Roberto a un rendez-vous à la clinique mais les résultats sont mauvais, le professeur lui annonce qu'il est bien obligé de quitter le monde du football. Roberto décide alors de rester quelque temps au Japon. Dans le même temps, Olivier fait son arrivée à l'école de New Pie. Le championnat a commencé et les écoles de New Pie et de Saint Francis en sont à 12 victoires chacune. Le tournoi de cette année sera probablement décisif. Olivier décide alors d'entraîner ses amis (frappes, têtes, etc.) et leur donne rendez-vous le soir même à l'entraînement de Roberto. Ce dernier a prévu un match amical face aux Naughty Boys. Ceux-ci, trop confiants, se font surprendre à deux reprises par Olivier Atton et Bruce Harper. |                                     |                |                |                       |
| 4 | À la veille du grand match          |                |                |                       |
| L'entraînement de Roberto fatigue les joueurs de la New Pie à l'exception d'Olivier. Pour que l'entrainement soit moins intensif, Roberto propose aux jeunes écoliers de toujours se déplacer avec leur ballon, sans le toucher des mains, comme si c'était leur meilleur ami. Ces derniers s'exécutent mais arrivent en retard à l'école, ce qui fait rire leurs camarades. La New Pie décide d'aller s'entraîner mais le terrain est déjà pris. L'équipe de Saint Francis dispute un match et gagne 4-0 alors que Thomas Price ne joue pas et suit un entraînement spécial en vue du match contre la New Pie. En parallèle on suit l'histoire de Ben Becker, un jeune footballeur comme Olivier qui se met en route pour Fujisawa. L'équipe de New Pie continue son entraînement et Roberto place Olivier en cage pour l'aider à comprendre la réaction d'un gardien lorsqu'il affronte le tir d'un adversaire. Toute l'équipe de New Pie semble être prête pour le match de demain. En rentrant, Olivier croise la route de Ben Becker. |                                     |                |                |                       |
| 5 | Le grand jour                       |                |                |                       |
| L'équipe de Saint Francis recherche toujours Thomas Price qui semble de son côté être prêt pour le grand match. La Team de New Pie semble plus motivée que jamais et Roberto voit en Olivier un être semblable à lui-même. A l'épreuve du 100m, il manque un coureur de la New Pie au couloir n°6. Olivier fait la course, il la remporte de quelques mètres alors qu'il courait avec son ballon ! Le stade municipal se remplit petit à petit alors que le match commence dans quelques heures. Au tableau d'affichage les deux écoles sont à égalité 120-120 et c'est bien le match de foot qui décidera du gagnant de cette année. Alors que personne ne l'attendait plus, Thomas Price fait son apparition sur le terrain. Le grand match peut désormais commencer. Contre toute attente Olivier est placé en libéro, ce qui agace Thomas Price. Bien lancé par Atton, Bruce Harper tente une frappe mais Price l'arrête d'une seule main. |                                     |                |                |                       |
| 6 | Le grand match                      |                |                |                       |
| L'équipe de la New Pie résiste aux attaques de la Saint Francis grâce à une bonne défense de Olivier et de Arthur. Bien lancé par Atton, c'est à nouveau Bruce Harper qui se présente face à Price. Ce coup-ci, le gardien sort de ses cages et tacle le joueur adverse. Agacé par l'attitude d'Atton, le goal de la Saint Francis envoie une frappe envers lui. Ce dernier contrôle le ballon et relève le défi que vient de lui lancer Price. Il tire au but une première fois mais le gardien de but sauve en corner. C'est à nouveau Olivier qui tire le corner en parvenant à tromper la vigilance de Price. Cependant, le ballon vient s'écraser sur le poteau. 0-0 à la pause et Ben Becker ainsi que le père d'Olivier sont arrivés dans les tribunes. Dès le début de la seconde période, Olivier est replacé en attaque et grâce à une attaque bien menée par l'équipe de Saint Francis, Johnny Mason ouvre la marque (0-1). |                                     |                |                |                       |
| 7 | L'esprit d'équipe                   |                |                |                       |
| Dès le coup d'envoi, Olivier Atton part seul et dribble tous les joueurs de la Saint Francis avant d'adresser une frappe puissante envers Thomas Price. Mais le goal de la Saint Francis gagne son duel face à l'attaquant vedette de New Pie. Olivier persévère et lance un tir du milieu de terrain mais à nouveau Price l'arrête facilement. Atton décide donc de changer de tactique et de jouer avec ses partenaires. Bruce Haper fait la différence sur le côté gauche et parvient à centrer. Thomas Price est pris à contrepied mais la tête de Olivier échoue à nouveau sur le poteau ! Sous l'ordre de leur capitaine, les joueurs de la Saint Francis changent de tactique et décident de jouer à la passe à 10, vue comme un acte d’antijeu par tous les supporters. Olivier Atton puis Bruce Harper tentent de récupérer le ballon mais en vain. Tous les joueurs de la New Pie décident de presser les joueurs adverses. Ainsi Bruce arrive à intercepter une passe à destination de Ted Carter et lance Olivier Atton. Olivier parvient à dribbler à nouveau l'ensemble des joueurs de la Saint Francis et tire au but. Price parvient à détourner le ballon sur la barre mais Atton reprend d'une retournée acrobatique et égalise pour la New Pie (1-1) ! |                                     |                |                |                       |
| 8 | Le remplaçant                       |                |                |                       |
| Thomas Price est abattu et les deux équipes vont disputer deux prolongations de 5 minutes. Le gardien de la Saint Francis décide de jeter l'éponge pendant que Bruce sort du terrain sur blessure, remplacé par un nouvel arrivant, Ben Becker. Finalement, remis en place par son entraîneur personnel, le gardien de but de la Saint Francis décide de reprendre la partie en mobilisant ses troupes. Menées par Atton et Becker, les attaques de la New Pie sont neutralisées par un Thomas Price plus motivé que jamais. À la fin de la première mi-temps des prolongations, le score est toujours de 1-1. La deuxième mi-temps reprend par une belle frappe de Mason repoussé en corner par le gardien de la New Pie, réalisant au passage une magnifique parade. Alors que tout le monde s'attend à un centre, Ted Carter donne finalement en retrait à Thomas Price qui envoie un missile au fond des filets : la Saint Francis reprend l'avantage (1-2). |                                     |                |                |                       |
| 9 | Une attaque de choc                 |                |                |                       |
| Menée au score, l'équipe de New Pie est prête à jouer le tout pour le tout. Leur offensive centrée sur un collectif impressionnant est cependant capté par Thomas Price. L'équipe de Saint Francis relance et contre-attaque, Paul Diamond frappe au but, le gardien de la New Pie est en retard mais Ben Becker sauve sur sa ligne. Ses coéquipiers repartent à l'attaque. Becker livre un festival à la défense adverse et donne à Atton, ce dernier feinte le tir et redonne à Becker. Thomas Price tente d'intercepter mais trop tard : Becker joue le une-deux avec Atton qui marque dans le but vide (2-2). La dernière action du match est à mettre à l'actif de New Pie. Servi par Becker, Atton va au duel de la tête avec Price. Les deux adversaires retombent et Price lâche le ballon qui roule sur le poteau et sort en sortie de but. Le match est terminé sur le score de 2-2, les deux équipes sont déclarées vainqueurs. |                                     |                |                |                       |
| 10 | Le chemin du Brésil                 |                |                |                       |
| L'équipe de la New Pie s'entraîne de plus belle après cette merveilleuse rencontre face à Saint Francis. Les joueurs apprennent qu'une sélection aura lieu pour choisir les meilleurs joueurs de Fujisawa afin de constituer une équipe pour le championnat régional. De son côté Thomas Price apprend en feuilletant la revue du footballeur que Roberto Sedhino tire un trait sur le football professionnel. Il en fait part à l'équipe de New Pie qui n'était pas au courant. Olivier court jusque chez lui et demande confirmation. Roberto lui explique tout et lui annonce aussi son nouveau projet : faire de lui le meilleur joueur de football. Tous les joueurs des différentes équipes de Fujisawa se retrouvent donc aux épreuves de sélection. Il s'agit de plusieurs matchs de 5 minutes. Bruce commence et réalise une belle performance. Ensuite c'est au tour de Becker et d'Atton qui réalisent une véritable démonstration. |                                     |                |                |                       |
| 11 | Le défi de Mark                     |                |                |                       |
| Bruce, Olivier et Ben font partie de la liste des 30 joueurs sélectionnés pour représenter la région autour de Fujisawa au championnat national. Cependant ils ne sont pas encore sûrs d'être des titulaires réguliers. C'est pourquoi les joueurs de la New Pie qui n'ont pas été pris décident d'aider leur ami Bruce Harper à obtenir sa place de titulaire à la prochaine sélection. Alors que Bruce se voit déjà gagner le championnat national, Becker lui demande de se méfier car il a rencontré de nombreuses équipes aussi fortes que la Saint Francis. C'est le cas des Muppets où joue un excellent attaquant : Mark Landers. Bien qu'il soit très bon, Mark ne fait pas l'unanimité, au sein même de son équipe, car c'est un joueur qui n'hésite pas à être violent envers ses adversaires pour gagner. Pendant ce temps, l'équipe de Saint Francis gagne largement lors de son match amical contre une équipe du coin quand un joueur adverse retombe sur Thomas Price. Blessé, il préfère ne prévenir personne et se rend au premier entraînement des sélectionnés, comme les autres. Pour ce premier entraînement, les joueurs sélectionnés de Saint Francis affrontent le reste des joueurs. Mais Mark Landers en a décidé autrement et lance un défi à Thomas Price. Il récupère un ballon dans les pieds de Mason et défie Price d'une frappe puissante qui vient se loger au fond des filets. Landers part en se moquant de cette sélection. Enfin, Thomas Price est contraint d'avouer à ses partenaires qu'il est blessé. |                                     |                |                |                       |
| 12 | La blessure de Thomas               |                |                |                       |
| 13 | La défense de Shimada               |                |                |                       |
| 14 | Patty a une rivale                  |                |                |                       |
| 15 | L'enjeu                             |                |                |                       |
| 16 | Un gardien sur la touche            |                |                |                       |
| 17 | Capitaine Olivier Atton             |                |                |                       |
| 18 | Duel en trois manche                |                |                |                       |
| 19 | La victoire à n'importe quel prix   |                |                |                       |
| 20 | Une dure bataille                   |                |                |                       |
| 21 | Les larmes d'un capitaine           |                |                |                       |
| 22 | En route pour la finale             |                |                |                       |
| 23 | Le coup du sort                     |                |                |                       |
| 24 | En route pour Tokyo                 |                |                |                       |
| 25 | Le meilleur goal du championnat     |                |                |                       |
| 26 | Le grand secret de Julian Ross      |                |                |                       |
| 27 | L'étau se resserre                  |                |                |                       |
| 28 | Duel au sommet                      |                |                |                       |
| 29 | Flynet contre Muppette              |                |                |                       |
| 30 | La New-Team en demi-finale          |                |                |                       |
| 31 | Deux beaux champions                |                |                |                       |
| 32 | La tactique du hors-jeu             |                |                |                       |
| 33 | Le cas de conscience                |                |                |                       |
| 34 | Le champion ne renonce jamais       |                |                |                       |
| 35 | Le sacrifice d'un champion          |                |                |                       |
| 36 | Le but de la dernière chance        |                |                |                       |
| 37 | Jusqu'au dernier souffle            |                |                |                       |
| 38 | Le tigre                            |                |                |                       |
| 39 | Le jour J                           |                |                |                       |
| 40 | Le dernier rempart                  |                |                |                       |
| 41 | Mark contre Tom                     |                |                |                       |
| 42 | La prise de conscience              |                |                |                       |
| 43 | Un véritable ami                    |                |                |                       |
| 44 | La promesse de Mark                 |                |                |                       |
| 45 | Une équipe en crise                 |                |                |                       |
| 46 | Tous pour un                        |                |                |                       |
| 47 | Un vent de panique                  |                |                |                       |
| 48 | Un match à couper le souffle        |                |                |                       |
| 49 | Qui prendra l'avantage ?            |                |                |                       |
| 50 | Le but annulé                       |                |                |                       |
| 51 | Atton contre Landers                |                |                |                       |
| 52 | La New-Team en défense              |                |                |                       |
| 53 | Le tandem de choc attaque           |                |                |                       |
| 54 | Les blessures se réveillent         |                |                |                       |
| 55 | Le départ de Roberto                |                |                |                       |
| 56 | Départs en série                    |                |                |                       |
| 57 | Le tir du faucon                    |                |                |                       |
| 58 | Vers une troisième victoire         |                |                |                       |
| 59 | La finale des éliminations          |                |                |                       |
| 60 | Le faucon perd ses plumes           |                |                |                       |
| 61 | Le tir de l'aigle                   |                |                |                       |
| 62 | En pleine bagarre                   |                |                |                       |
| 63 | Le retour de Julian Ross            |                |                |                       |
| 64 | Julian Ross renverse le jeu         |                |                |                       |
| 65 | Ben et Thomas en Europe             |                |                |                       |
| 66 | Jusqu'au bout de mes forces         |                |                |                       |
| 67 | Le tigre en cage                    |                |                |                       |
| 68 | Chacun sa photo                     |                |                |                       |
| 69 | Le tigre brise sa cage              |                |                |                       |
| 70 | Ralph Peterson l'impitoyable        |                |                |                       |
| 71 | Les arrières marquent aussi         |                |                |                       |
| 72 | Le tir de la dernière chance        |                |                |                       |
| 73 | Olivier pourra-t-il jouer ?         |                |                |                       |
| 74 | La catapulte infernale              |                |                |                       |
| 75 | Toujours plus difficile             |                |                |                       |
| 76 | La malchance s'en mêle              |                |                |                       |
| 77 | Qu'est-il arrivé à Mark ?           |                |                |                       |
| 78 | Les quarts de finale                |                |                |                       |
| 79 | Les efforts de la Flynet            |                |                |                       |
| 80 | Le géant                            |                |                |                       |
| 81 | La New-Team dans une mauvaise passe |                |                |                       |
| 82 | La confiance retrouvée              |                |                |                       |
| 83 | La force de frappe                  |                |                |                       |
| 84 | L'union fait la force               |                |                |                       |
| 85 | Vers les demi-finales               |                |                |                       |
| 86 | Dix contre un                       |                |                |                       |
| 87 | Le jeu de passe                     |                |                |                       |
| 88 | Les brigades du tigre               |                |                |                       |
| 89 | La lettre d'Italie                  |                |                |                       |
| 90 | Le choix des meilleurs              |                |                |                       |
| 91 | Les amoureuses                      |                |                |                       |
| 92 | Le raz de marée                     |                |                |                       |
| 93 | Un beau geste                       |                |                |                       |
| 94 | Attaque à outrance                  |                |                |                       |
| 95 | L'héroïsme d'un capitaine           |                |                |                       |
| 96 | Les pleurs de Jenny                 |                |                |                       |
| 97 | Mark sélectionné                    |                |                |                       |
| 98 | Souvenir d'Europe                   |                |                |                       |
| 99 | Puissante Angleterre                |                |                |                       |
| 100 | Rencontre au sommet                 |                |                |                       |
| 101 | France - Japon                      |                |                |                       |
| 102 | À la rencontre du Kaiser            |                |                |                       |
| 103 | Du rêve au cauchemar                |                |                |                       |
| 104 | À une seconde près                  |                |                |                       |
| 105 | Docteur Nakata                      |                |                |                       |
| 106 | Le retour de Landers                |                |                |                       |
| 107 | Une tactique à revoir               |                |                |                       |
| 108 | La balle à effet                    |                |                |                       |
| 109 | Le tir du tigre                     |                |                |                       |
| 110 | Le triomphe de Landers              |                |                |                       |
| 111 | Olivier contre le tigre             |                |                |                       |
| 112 | Le choix d'Olivier                  |                |                |                       |
| 113 | Vive Bob et Bruce                   |                |                |                       |
| 114 | Landers en défense                  |                |                |                       |
| 115 | La fièvre monte                     |                |                |                       |
| 116 | Le but de la victoire               |                |                |                       |
| 117 | Le 4e but                           |                |                |                       |
| 118 | À bout de souffle                   |                |                |                       |
| 119 | La bataille des chefs               |                |                |                       |
| 120 | Capitaine courageux                 |                |                |                       |
| 121 | La civière                          |                |                |                       |
| 122 | La guerre des avants                |                |                |                       |
| 123 | Olivier en défense                  |                |                |                       |
| 124 | Le tigre ne se rend pas             |                |                |                       |
| 125 | La double victoire                  |                |                |                       |
| 126 | Tom, mon meilleur ami               |                |                |                       |
| 127 | Souvenirs, souvenirs                |                |                |                       |
| 128 | Une équipe de champions             |                |                | 27 mars 1986          |